# Stanley Stanczyk
Stanley Anthony „Stan” Stanczyk (ur. 10 maja 1925 w Armstrong, zm. 3 lipca 1997 w Miami) – amerykański sztangista polskiego pochodzenia, dwukrotny medalista olimpijski oraz wielokrotny medalista mistrzostw świata i rekordzista świata.

## Kariera
Wychował się w Detroit w rodzinie imigrantów z Krakowa. W 1943 roku został powołany do służby w United States Army. Uczestniczył w walkach na Pacyfiku, został odznaczony Purpurowym Sercem. Wojsko opuścił po zakończeniu II wojny światowej, w 1946 roku.
Startował w wadze lekkiej (do 67,5 kg), średniej (do 75 kg) oraz lekkociężkiej (do 82,5 kg). Pierwszy sukces w karierze osiągnął w 1946 roku, kiedy podczas mistrzostw świata w Paryżu zdobył złoty medal w wadze lekkiej. Wyprzedził tam dwóch reprezentantów ZSRR: Władimira Swietiłko i Gieorgija Popowa. Na rozgrywanych rok później mistrzostwach świata w Filadelfii wystąpił już w wadze średniej, jednakże zdobył złoty medal, wyprzedzając swego rodaka, Franka Spellmana i Kim Seong-jipa z Korei Południowej.
W 1948 roku wystartował na igrzyskach olimpijskich w Londynie, gdzie w wadze lekkociężkiej zdobył złoty medal z wynikiem 417,5 kg, ustanawiając jednocześnie nowy rekord olimpijski. Pokonał tam innego reprezentanta USA, Harolda Sakatę i Göstę Magnussona ze Szwecji. W tej samej konkurencji zdobywał także złote medale kolejno na mistrzostwach świata w Scheveningen w 1949 roku, mistrzostwach świata w Paryżu w 1950 roku oraz mistrzostwach świata w Mediolanie rok później. W międzyczasie zwyciężył również na igrzyskach panamerykańskich w Buenos Aires w 1951 roku.
Igrzyska olimpijskie w Helsinkach w 1952 roku były pierwszą międzynarodową imprezą, na której nie zdobył złotego medalu. Zajął tam drugie miejsce w wadze lekkociężkiej, rozdzielając na podium dwóch reprezentantów ZSRR: Trofima Łomakina i Arkadija Worobjowa. Następnie zajął trzecie miejsce podczas mistrzostw świata w Sztokholmie w 1953 roku, ulegając Worobjowowi i Łomakinowi. Ostatni medal zdobył w 1954 roku, zajmując trzecie miejsce w wadze średniej na mistrzostwach świata w Wiedniu. Tym razem wyprzedzili go jego rodak, Pete George oraz Fiodor Bogdanowski z ZSRR.
Pobił siedem rekordów globu.
Po zakończeniu kariery w 1954 roku otworzył restaurację w Miami, którą prowadził wraz z żoną.